# آگنیشکا ماتیسیاک
آگنیشکا ماتیسیاک (لهستانی: Agnieszka Matysiak؛ زادهٔ ۱۹۶۵) بازیگر، صداپیشه و مدیر دوبلاژ اهل لهستان است.
از فیلم‌ها یا مجموعه‌های تلویزیونی که وی در آن‌ها نقش داشته‌است، می‌توان به عروسی، خانه تاریک، کشیشان و طایفه اشاره نمود.